# Klára Dítě
Klára Dítě, född Faltínová 23 december 1997, är en  volleybollspelare (vänsterspiker).
Faltínová spelar i Tjeckiens landslag och har deltagit med dem vid VM 2022, EM 2023 samt European Golden League 2022 och 2024. På klubbnivå har hon spelat för olika klubbar i Tjeckien samt i Polen.